# Pteropus anetianus
La volpe volante bianca (Pteropus anetianus Gray, 1870) è un pipistrello appartenente alla famiglia degli Pteropodidi, endemico di Vanuatu.

## Descrizione

### Dimensioni
Pipistrello di medie dimensioni, con la lunghezza della testa e del corpo tra 146 e 229 mm, la lunghezza dell'avambraccio tra 114 e 136 mm, e un peso fino a 440 g.

### Aspetto
La pelliccia è lunga, soffice e lanosa.  Il colore del corpo varia notevolmente tra le sottospecie, dal color crema al marrone scuro.  Le spalle variano dal giallo-brunastro al marrone scuro. In P.a. anetianus e P.a. aorensis è presente una banda trasversale biancastra tra il mantello ed il dorso. Il muso è relativamente corto ed affusolato, gli occhi sono grandi. Le orecchie sono corte, con l'estremità arrotondata e parzialmente nascoste nella pelliccia. La tibia è ricoperta densamente di peli. Le membrane alari sono attaccate lungo i fianchi del corpo. È privo di coda, mentre l'uropatagio è ridotto ad una sottile membrana lungo la parte interna degli arti inferiori. Il cranio presenta un rostro molto accorciato.

## Biologia

### Comportamento
Si rifugia in piccole e tranquille colonie sugli alberi. È prevalentemente diurna.

### Alimentazione
È prevalentemente un consumatore di fiori, ma è stato visto nutrirsi anche di frutti del genere Ficus e Syzygium, insieme alla specie P.tonganus.

### Riproduzione
Le femmine probabilmente danno alla luce un solo piccolo alla volta tra agosto e settembre. I maschi diventano attivi sessualmente tra ottobre e gennaio.

## Distribuzione e habitat
L'areale di questa specie è ristretto alle Isole Vanuatu. La specie si è probabilmente estinta sull'isola di Tanna.

## Tassonomia
In accordo alla suddivisione del genere Pteropus effettuata da Andersen, P. anetianus è stato inserito nello P. samoensis species Group, insieme a P. samoensis stesso e P. coxi . Tale appartenenza si basa sulle caratteristiche di avere un ripiano basale nei premolari, il rostro del cranio accorciato e gli incisivi superiori di aspetto normale.
Sono state riconosciute 7 sottospecie:
- P.a. anetianus: Isole Vanuatu: Erromango e Anatom;
- P.a. aorensis (Lawrence, 1945): Isole Vanuatu: Aore, Espiritu Santo e Malo;
- P.a. bakeri (Thomas, 1925): Isole Vanuatu: Efaté, Emau e Nguna;
- P.a. banksiana (Sanborn, 1930): Isole Banks: Uréparapara, Vanua Lava e Santa Maria;
- P.a. eotinus (Andersen, 1913): Isole Vanuatu: Ambrym, Epi, Maewo, Aoba, Lopevi, Pentecoste e Malakula;
- P.a. motalavae (Felten & Kock, 1972, 1972): Isole Banks: Mota Lava;
- P.a. pastoris (Felten & Kock, 1972, 1972): Isole Vanuatu: Tongoa, e Mai;

Altre specie simpatriche dello stesso genere: P. tonganus e P. fundatus.

## Conservazione
La IUCN Red List, considerato la frammentazione del suo areale e la perdita continua del suo habitat, classifica P. anetianus come specie vulnerabile (VU).